# 1789 Dobrovolsky
1789 Dobrovolsky è un asteroide della fascia principale. Scoperto nel 1966, presenta un'orbita caratterizzata da un semiasse maggiore pari a 2,2136700 UA e da un'eccentricità di 0,1878965, inclinata di 1,97615° rispetto all'eclittica.
L'asteroide è dedicato al cosmonauta russo Georgij Timofeevič Dobrovol'skij, comandante della navicella spaziale Soyuz 11, morto il 29 giugno 1971 nel viaggio di ritorno con la stella navicella.